# プロベナゾール
| プロベナゾール | プロベナゾール                                         |
| -------------- | ------------------------------------------------------ |
| 構造式         |                                                        |
| IUPAC名        | 3-(2-プロペノキシ)-1,2-ベンゾチアゾール 1,1-ジオキシド |
| 分子式         | C10H9NO3S                                              |
| 分子量         | 223.24836                                              |
| CAS登録番号    | 27605-76-1                                             |
| SMILES         | C=CCOC1=NS(=O)(=O)C2=CC=CC=C21                         |

プロベナゾール（Probenazole）は農業用殺菌剤で、イネのいもち病などの予防剤として用いられている。CAS登録番号[27605-76-1]。明治製菓（現・Meiji Seikaファルマ）で開発され、「オリゼメート」などの商標名で販売されている。

## 作用機構
直接的な殺菌作用はなく、植物の感染病害一般に対する抵抗性を高める抵抗性誘導剤である。そのため菌の薬剤耐性は出にくいと考えられている。
プロベナゾール処理によりサリチル酸（イネではサリチル酸グルコシド）が蓄積されることが報告されており、サリチル酸によるシグナル伝達経路の上流側を活性化すると考えられる。

## 文献
- Yoshioka K et al.: Probenazole induces systemic acquired resistance in Arabidopsis with a novel type of action. The Plant Journal 25(2), 149-157 (2001)
- Umemura K et al.: Contribution of salicylic acid glucosyltransferase, OsSGT1, to chemically-induced disease resistance in rice plants. Plant J. (2008)
- Meiji Seikaファルマ（Dr.岩田の植物防御機構講座）